# Escàrpia

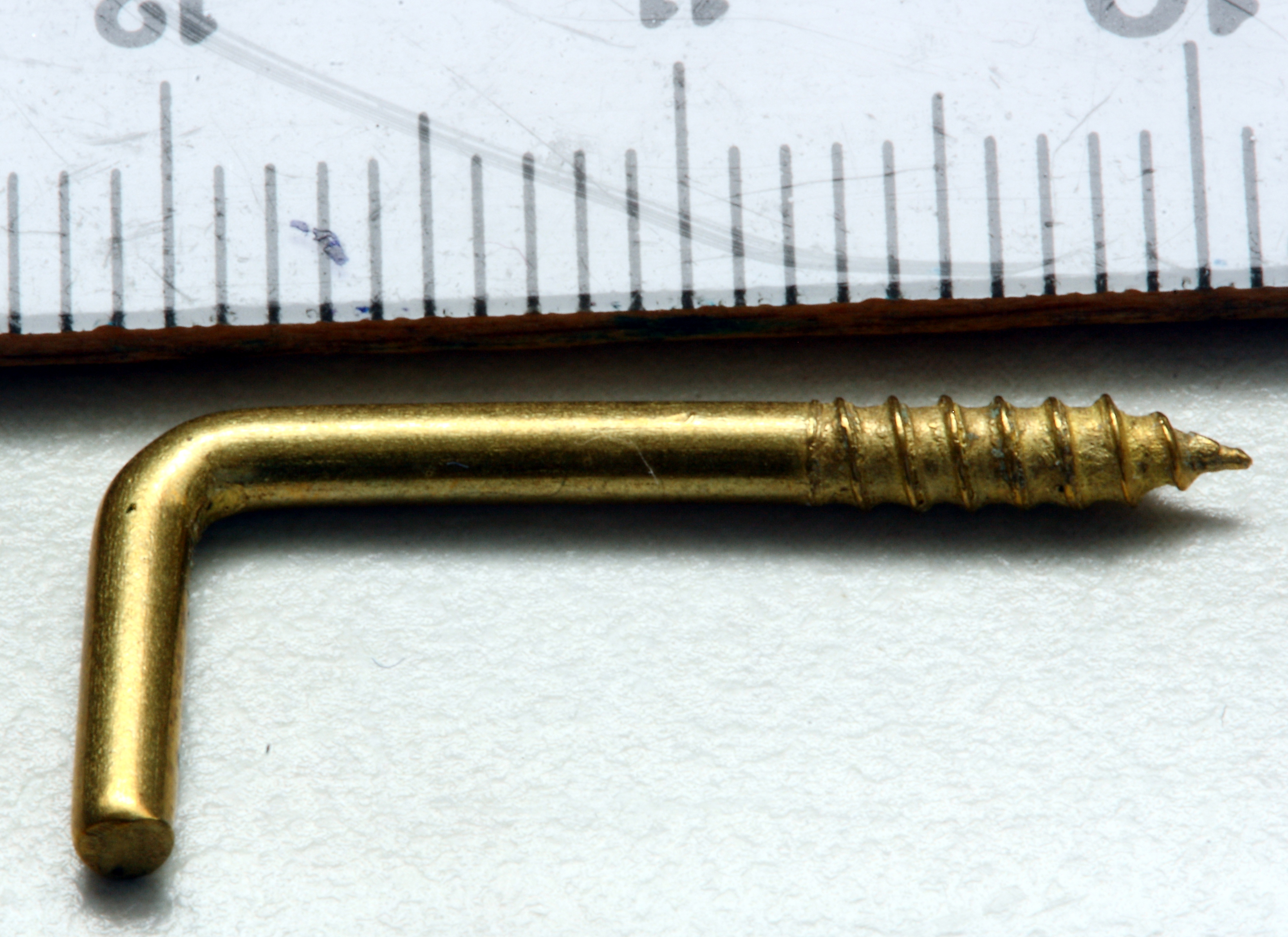
Cargol de ganxo

Un Clau de ganxo, clau de paret o escàrpia (castellanisme) és una peça, normalment de metall, acabada en punta, formant un angle de 90° i que s'utilitza quan hom vol subjectar un objecte (per ex. un quadre) en una paret o material semblant.
Si la punta que es clava al material és roscada, aleshores s'anomena cargol de ganxo.

## Ús

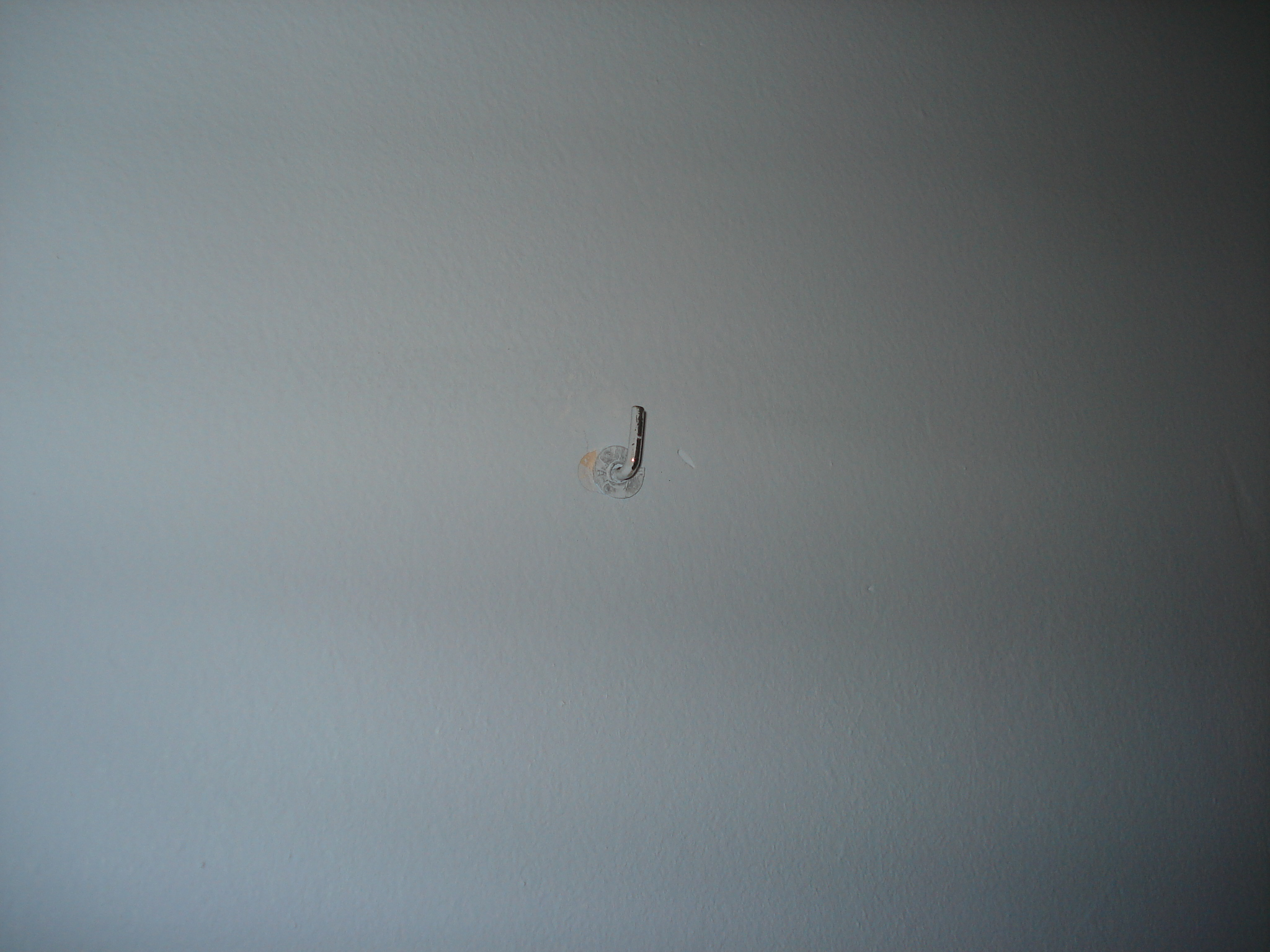
Escàrpia en una paret

Normalment s'utilitza en algun parament vertical, clavant-la directament sobre la superfície on es vol fixar o bé dins d'un forat prèviament realitzat, caragolant-se en un tac de plàstic, o també damunt una peça de fusta prèviament paredada.
Una vegada fixada, la punta lliure ha de quedar de forma vertical, encarada cap a dalt, de forma que s'hi pot penjar qualsevol cosa que tingui una anella o una armella; un fil, un cable o un cordill; o bé un forat.
És força habitual trobar-la subjectant quadres, tapes d'interruptors elèctrics, petits armaris, farmacioles, miralls, elements decoratius, garlandes, etc.